# Amy Karle

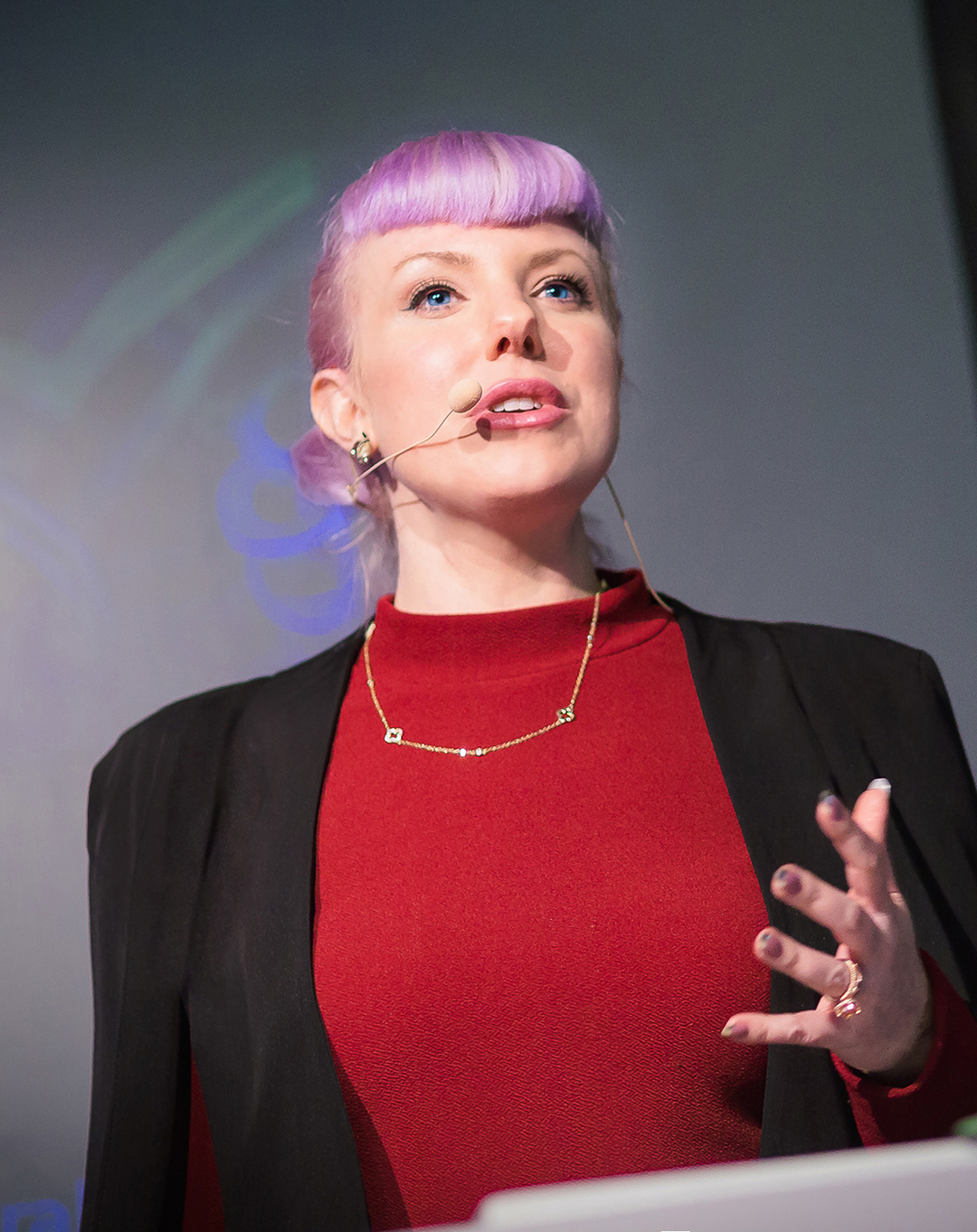
Amy Karle: artystka, bioartystka, futurystka, ambasadorka sztuki w Polsce

Amy Karle (ur. 1980) – amerykańska artystka, bioartystka i futurystka, której prace koncentrują się na relacji między technologią a ludzkością, a w szczególności na wpływie technologii i biotechnologii na zdrowie, ludzkość, społeczeństwo, ewolucję i przyszłość. Karle łączy naukę i technologię ze sztuką i jest znana z wykorzystywania żywych tkanek w swoich pracach. Wykorzystuje ciało oraz naukę i technologię jako narzędzia w procesie tworzenia dzieła artystycznego. W 2019 roku została zaliczona przez brytyjskiego nadawcę British Broadcasting Corporation do grupy 100 najbardziej inspirujących i wpływowych kobiet z całego świata.
Jej prace były wystawiane w licznych muzeach na całym świecie, w tym w Ars Electronica, Centre Georges Pompidou, Centrum Nauki Kopernik w Warszawie, FILE Międzynarodowym Festiwalu Języka Elektronicznego, Muzeum Sztuki Mori, Muzeum Sztuki Współczesnej, Beijing Media Arts Biennale, Nova Rio Biennale, Smithsonian Institution oraz w Triennale w Mediolanie.
Oprócz działalności artystycznej Karle pełniła funkcję Artysty Dyplomaty w ramach Biura ds. Edukacyjnych i Kulturalnych Departamentu Stanu Stanów Zjednoczonych, gdzie prowadziła warsztaty koncentrujące się na umocnieniu pozycji kobiet w dziedzinach STEAM (nauka, technologia, inżynieria, sztuka, matematyka). W 2018 roku pełniła rolę Artysty Dyplomaty w Polsce.

## Edukacja
Karle ukończyła Szkołę Sztuki i Projektowania przy Alfred University oraz Cornell University, zdobywając dyplomy z zakresu sztuki, projektowania i filozofii.

## Życie osobiste
Karle urodziła się w 1980 roku w Nowym Jorku, a wychowywała się w Endicott, NY. Jej matka była biochemikiem, a ojciec farmaceutą. Opowiadała, że dorastała „między laboratorium a apteką”.
Urodziła się z rzadkim schorzeniem, aplazją cutis congenita, z powodu którego miała brak skóry na pewnym obszarze głowy oraz brak kości czaszki. W dzieciństwie przeszła szereg zabiegów chirurgicznych. Jej skórę odbudowano dzięki chirurgii ekspansji tkanki, która w tamtym czasie była uważana za eksperymentalną i ryzykowną. Te doświadczenia miały wpływ na jej twórczość, skłaniając ją do poszukiwań sposobów, by udoskonalić ciało i ludzką kondycję. Wpłynęły także na jej zainteresowanie powiązaniami między biologią, przyszłością medycyny i sztuką.

## Praca
Amy Karle to artystka i filozofka, badająca potencjał oraz implikacje zastosowania nowych technologii w sztuce, ze szczególnym naciskiem na połączenie nauk biologicznych z obliczeniowymi. Jest uznawana za pionierkę w łączeniu informatyki z biotechnologią, tworząc biodesign/Bio art.
Zaangażowanie Karle w połączenie sztuki z nauką przyniosło jej uznanie jako jednej z kluczowych postaci współczesnej bio-sztuki. Jej dzieła poruszają ważne kwestie związane z etyką biotechnologii, udoskonaleniem człowieka oraz przyszłą ewolucją.
W swojej twórczości wykorzystuje bioprinting, bionikę, sztuczne narządy, medycynę regeneracyjną, sztuczną inteligencję, interfejsy mózg-komputer, neurotechnologię oraz noszone urządzenia technologiczne. Chociaż dostrzega potencjalne korzyści tych postępów, wyraża też obawy dotyczące etycznych konsekwencji oraz tożsamości w kontekście głębokiej integracji technologicznej. Wierzy w potencjał nowych technologii, ale jednocześnie ostrzega przed ich nadużywaniem.
„Biotechnologia może prowadzić nas ku bardzo obiecującej przyszłości lub nieodwracalnej zagładzie. Kluczowe jest, aby dokładnie i przemyślanie rozważyć zakres zagrożeń i potencjału oraz współpracować w celu ustalenia strategii wykorzystania naszej technologii dla największego dobra ludzkości”. – Amy Karle
(przetłumaczony)
„Biotechnology can lead us into a very promising future or irreversible demise. It is of vital importance that we thoroughly and thoughtfully contemplate the range of dangers and potentials and work together to establish strategies to utilise our technology for the best and highest good of humanity.” – Amy Karle
Karle ukazuje możliwości i zagrożenia w miarę zacierania się granic między światami cyfrowym i fizycznym. Artyści tacy jak ona tworzą nowe formy wyrazu artystycznego, które odpowiadają na szybkie zmiany technologiczne i biologiczne naszych czasów.
Jej prace, zarówno fizyczne, jak i cyfrowe, wywołują refleksje nad złożonością życia, sztuki i technologii. Poprzez swoje dzieła przedstawia wizję przyszłości, w której granice między organicznym a nieorganicznym, naturalnym a stworzonym przez człowieka, stają się coraz bardziej niejasne.
Publikacja poprzez Bauhaus mówi: Prace Karle łamią konwencjonalne pojęcia cielesności, by kwestionować, kim i czym ludzkość mogłaby stać się dzięki technologiom eksponencjalnym, oraz jak interwencje mogłyby zmienić bieg przyszłości. Jej twórczość łączy fizyczne, obliczeniowe i biologiczne systemy, by tworzyć nowe, skierowane w przyszłość hybrydowe formy sztuki, łącząc ultranowoczesną sztukę piękną z biotechnologią i cyfrową kulturą, która jest „nie tylko technicznie fascynująca, ale także emocjonalnie poruszająca.

### Dzieła sztuki

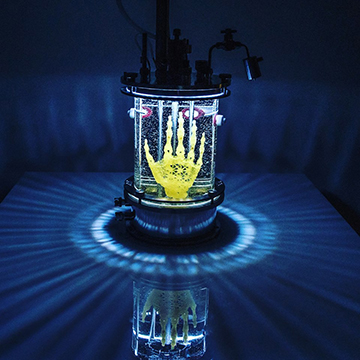
Relikwiarz regeneracyjny autorstwa Amy Karle, 2016

Jej rzeźba Regenerative Reliquary (2016) przedstawia wydrukowane w 3D biodrukowane hydrożelowe rusztowanie w kształcie kości ludzkiej dłoni umieszczone w szklanym naczyniu. Na rusztowaniu umieszczono ludzkie mezenchymalne komórki macierzyste od żywego dawcy, które z czasem przekształciły się w kość. Dzieło artystyczne wykorzystuje zaawansowane metody naukowe i technologiczne do badania pytań dotyczących potencjalnych zastosowań medycznych, granic tworzenia przy użyciu żywych materiałów oraz implikacji związanych z leczeniem i augmentacją ciała za pomocą biotechnologii. Użycie komórek i rusztowań drukowanych w 3D w tej pracy jest uważane za nowy środek wyrazu w sztuce i projektowaniu, a to BioDzieło jest uważane za pierwsze, które łączy aspekty obliczeniowe, biologiczne i fizyczne.Aby stworzyć „Regenerative Reliquary”, konieczne było opracowanie nowych procesów, materiałów oraz technologii druku 3D. W chwili powstania uważano je za największe znane rusztowanie drukowane w 3D do hodowli komórek. Było prezentowane w renomowanych muzeach i biennale na całym świecie oraz zdobyło międzynarodowe nagrody.

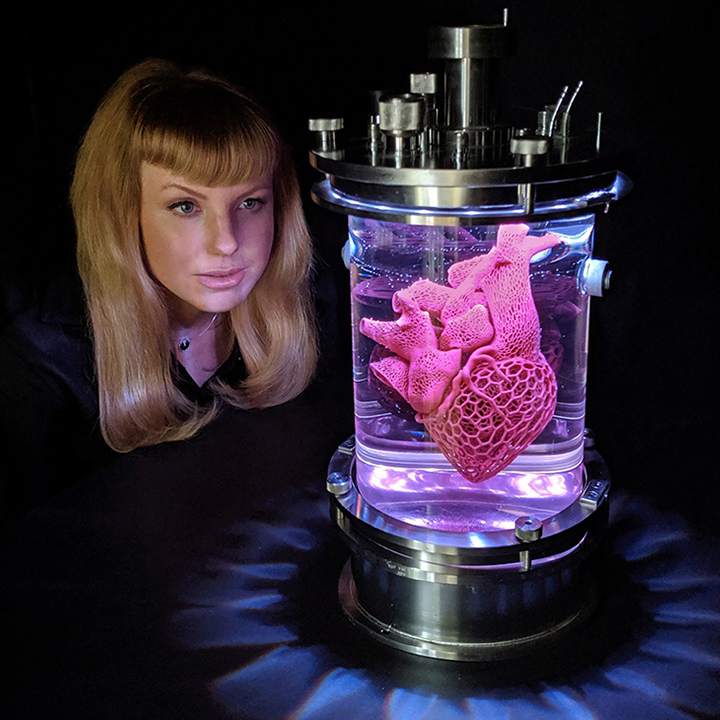
Amy Karle ze swoją grafiką The Heart of Evolution?, 2019

„The Heart of Evolution?” (2019) to biomechaniczna rzeźba mająca formę ‘bijącego’ ludzkiego serca, wydrukowana w 3D z materiałów biokompatybilnych. Dzieło proponuje przeprojektowany układ naczyniowy z potencjałem zmniejszenia konsekwencji w przypadku zatorów i poprawy funkcji serca. „The Heart of Evolution?” podkreśla możliwość projektowania i wytwarzania narządów zastępczych, jednocześnie kwestionując implikacje tego, jak takie zmiany wpłynęłyby na ludzkość, społeczeństwo i ludzką ewolucję. Zadebiutowało w Japonii (w Mori Art Museum w Tokio), gdzie historycznie istniała duża kontrowersja wokół przeszczepów narządów, w szczególności przeszczepów serca.

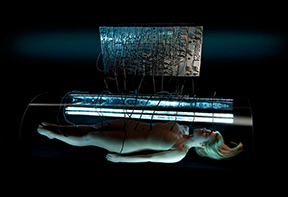
ztuka Biofeedbacku, Amy Karle, 2011

Karle stworzyła szereg dzieł i performansów wykorzystujących biofeedback i neurofeedback, w tym: w pracy z 2011 roku, zatytułowanej „Biofeedback Art”, miała miejsce wielogodzinna performance, podczas której ciało Karle było podłączone do procesora obrazu Sandina, który rejestrował zmiany zachodzące podczas jej medytacji trwającej od 5 do 8 godzin. W trakcie procesu powstawało sztuka wideo w formie projekcji. W 2015 roku, w projekcie „Brainsongs”, aktywność mózgu artystki była połączona za pomocą neurohełmu EEG z instrumentami muzycznymi w interfejsie cyfrowym w celu generowania muzyki. W tym samym roku, „Resonation” polegało na połączeniu neurohełmu EEG z płytki Chladni, aby przekształcić biosygnały w obrazy i dźwięki. Jej performance z 2018 roku w Kopalni Soli odbył się w Kopalni Soli w Bochni i Kopalni Soli w Wieliczce, gdzie neurohełm EEG był używany do przekształcania jej fal mózgowych w cyfrową muzykę oraz wizualizacje, które zostały później wykorzystane w filmie planetarnym, który stworzyła i początkowo zaprezentowała w Planetarium Niebo Kopernika w Centrum Nauki Kopernik w Warszawie.

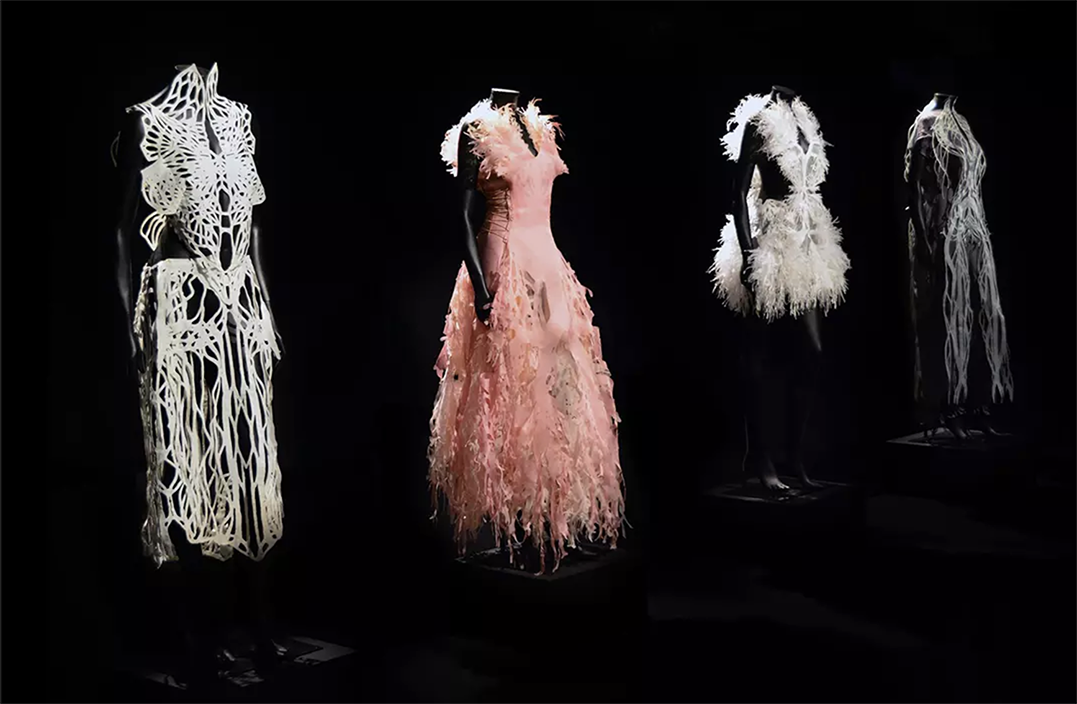
Kolekcja wewnętrzna, Amy Karle 2017

„Wewnętrzna Kolekcja” (2016–17) to seria wysoko krawieckich ubrań opartych na ludzkiej anatomii. Produkcja polega na skanowaniu 3D ciała, projektowaniu z pomocą komputera, cięciu laserem i technikach ręcznego szycia, aby stworzyć reprezentacje wewnętrznych systemów organizmu. Niektóre z tych metod są obecnie wykorzystywane w procesach produkcji zrównoważonej mody, a także w medycynie do tworzenia indywidualnie dopasowanych ortez na skoliozę oraz lekkich, przewiewnych opatrunków drukowanych w 3D.
„Moda Cyborga” (2022-2023) to kolekcja cyfrowej sztuki i mody, w której Karle wyobraża sobie „biofashion w postnaturalnym świecie, kiedy ciała i istoty są modyfikowane przez biotechnologię”. [60] Karle bada interfejs pomiędzy ciałem, światem cyfrowym a metawersem, łącząc narzędzia sztucznej inteligencji, projektowanie z pomocą komputera oraz ręczną pracę. 2D „szkice” są częściowo tworzone z wykorzystaniem generatywnej sztucznej inteligencji i stanowią podstawę dla cyfrowych avatarów 3D oraz konkretnej kolekcji ubrań.
„Ciało i Technologia: Konwersacyjna Metamorfoza” (2017) to kolekcja 2D prac Amy Karle wykonanych ręcznie oraz z wykorzystaniem sieci neuronowych, uczenia maszynowego i sztucznej inteligencji. W tym cyklu prac Karle łączyła sztuczną inteligencję w opiece zdrowotnej z generatywnym projektowaniem, aby stworzyć system wykorzystujący SI w diagnozowaniu chorób, przy generatywnym projektowaniu części zastępczych i 3D bioprintingu do tworzenia implantów.
„Morfologie Zmartwychwstania” (2020) to seria 6 rzeźb stworzonych w ramach rezydencji w Smithsonian.[64] Proces Karle badający możliwości technologii rekonstrukcyjnych i przyszłej ewolucji dzięki postępom w biotechnologii.[65][66] Dzieła są nowymi ewolucyjnymi formami opartymi na wymarłych gatunkach, badając „hipotetyczne ewolucje poprzez technologiczną regenerację”, drukowane w 3D w materiałach biokompatybilnych. Były one wystawiane w Smithsonian Institution.
Echa z Doliny Istnienia (2024) to interaktywne dzieło sztuki, które angażuje uczestników do zastanowienia się nad trwałymi echem ich biologicznych i cyfrowych pozostałości w czasie i przestrzeni. Dzieło odzwierciedla biometryczne dane odwiedzających, śledzenie ciała w czasie rzeczywistym oraz odbicie osoby w formie cyfrowej. Uczestnikom daje się możliwość przekazania tekstu i próbek DNA, które później są przekształcane w proszek i zamknięte w polimerze. Obrazy, tekst i DNA tworzą kapsułę czasu, którą planuje się wysłać na księżyc w 2026 roku przez SpaceX i partnerów sponsorujących. Zaangażowanie i zachowanie ma na celu postawienie pytań o przyszłość życia, śmierci, cyfrowego życia pozagrobowego, dziedzictwa oraz miejsca człowieka we wszechświecie.

#### Sztuka cyfrowa

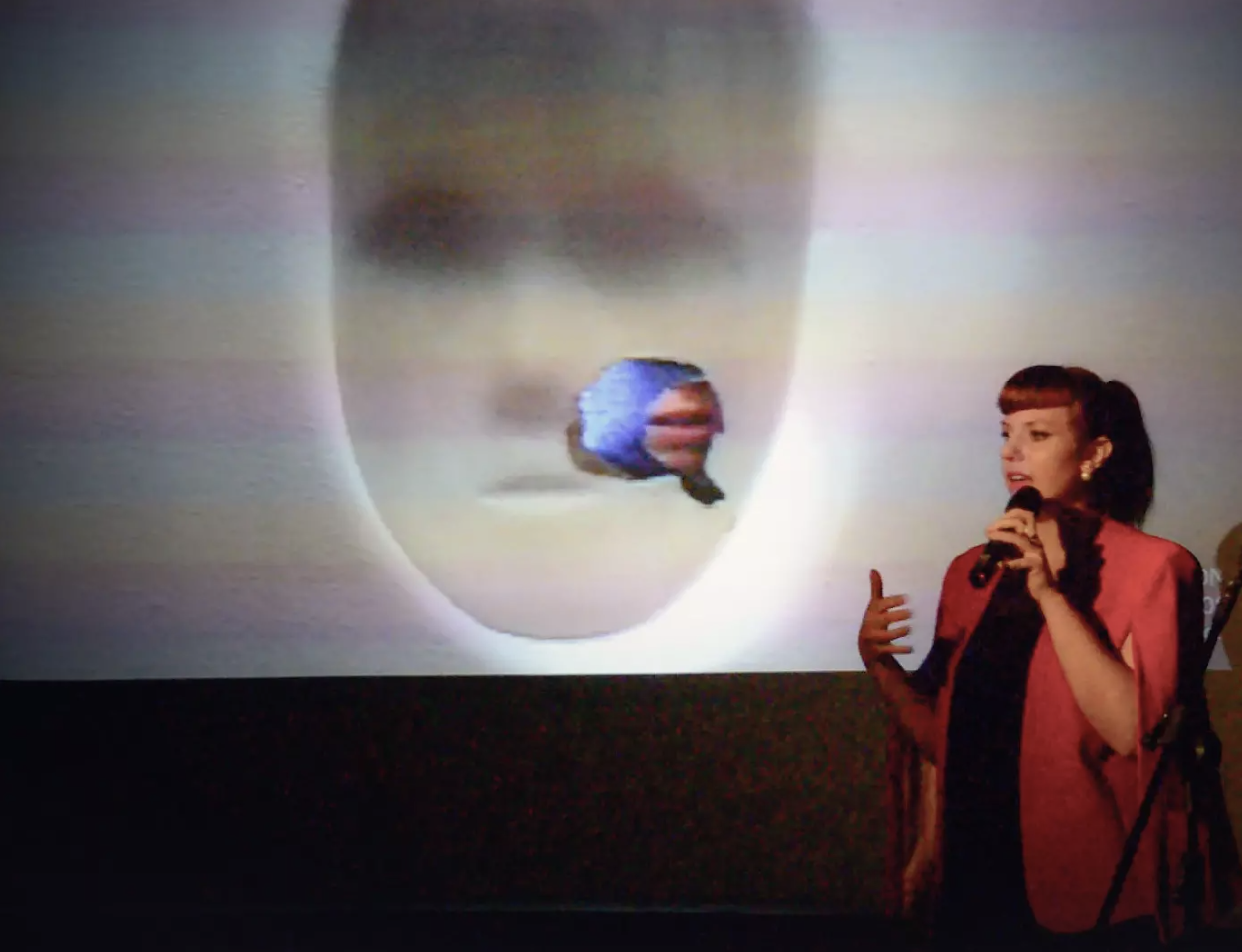
Amy Karle

Większość prac Karle zawiera technologie cyfrowe i procesy cyfrowe. Karle pracowała także nad zdecentralizowaną informatyką oraz technologią blockchain dla biologii i genetyki, była wczesnym adaptatorem technologii NFT. Karle stwierdziła: „Postrzegam decentralizację jako środek do przekraczania fizycznych ograniczeń tego, czym może być sztuka – i nasze życie”. Uważa się ją za pierwszego bioartystę pracującego nad blockchainem i tworzącego NFT. J. Uważana jest także za pierwszą bioartystkę, która wykorzystała sztuczną inteligencję (SI) oraz sztukę generatywną i autonomiczną do tworzenia bioprojektów i bioartu. „Kolekcja Czaszek” (2021–2022) to seria prac NFT Karle, która „jest refleksją na temat sposobów, w jaki możemy przenieść się z fizycznego świata do cyfrowego po naszej śmierci”. Sztuka cyfrowa zawiera dane z ludzkiej czaszki, którą wcześniej skanowała w California Academy of Sciences. Kolekcja przedstawia badania artystki nad cyfrowymi pozostałościami pozostawionymi po ludzkiej śmierci, jednocześnie poszukując sposobów, dzięki którym istoty żywe mogłyby trwać po śmierci dzięki technologii eksponencjalnej, używając ludzkiego ciała i blockchainu jako narzędzi do tworzenia sztuki. Obrazy z „Kolekcji Czaszek” powstają w procesie opracowywania przez artystkę technologii, która może tworzyć dzieła sztuki tak, jak ona sama po jej śmierci.

### Sztuczna inteligencja (SI)
Karle była jedną z pierwszych bioetyczek i mówczyń publicznych zajmujących się skrzyżowaniem sztucznej inteligencji i biologii, a także stała na czele artystów wykorzystujących sztuczną inteligencję, będąc pierwszą bioartystką, która wykorzystała sztuczną inteligencję. Karle zintegrowała sztuczną inteligencję, sztuczne sieci neuronowe, uczenie maszynowe oraz projektowanie i inżynierię generatywną 3D w swojej praktyce w celach twórczych oraz w celu zbadania ich wpływu na opiekę zdrowotną i przyszłość. Jej prace hybrydowe związane ze sztuczną inteligencją i bio-AI były prezentowane na wystawach muzealnych, w tym: Sztuczna inteligencja: AI / The Other I Ars Electronica Linz, Austria, La Fabrique Du Vivant Centre Pompidou, Paryż, Francja, i Przyszłość i sztuka: jak ludzkość będzie żyć jutro Mori Art Museum, Tokio, Japonia.

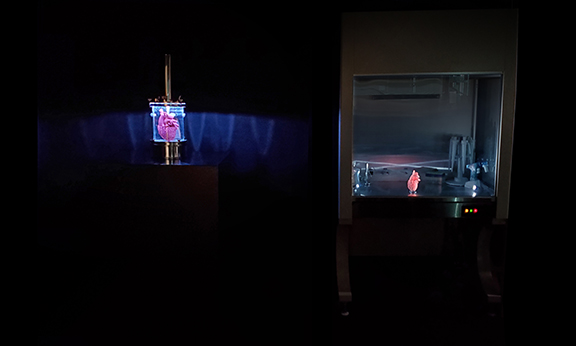
BioArt autorstwa Amy Karle w bioatelier w Mori Art Museum

Praca Karle w dziedzinie sztucznej inteligencji obejmuje perspektywę biologiczną. Bada implikacje połączenia informatyki i biotechnologii oraz wpływ, jaki może mieć to na życie ludzi, ich ciała, środowisko i ewolucję. Badanie to znajduje odzwierciedlenie w jej sztuce i projektowaniu, gdzie sztuczna inteligencja jest zarówno medium, jak i przedmiotem, uwzględniając filozoficzne i etyczne obawy związane z tymi postępami.
Jej projekty związane z biofeedbackiem i neurofeedbackiem skupiają się na tematyce interfejsów ciało-komputer oraz BCI (Brain–computer interfaces). Analizują zdolności sztucznej inteligencji do interpretowania ludzkich doświadczeń, a także rozważają korzyści, wady i kwestie własności wynikające z takiej interakcji. W swojej pracy artystycznej związanej ze sztuczną inteligencją Karle korzysta z niej w celu zrozumienia złożonych systemów, umocnienia relacji umysł-ciało oraz tworzenia interaktywnych dzieł sztuki, które reagują na stany fizyczne i emocjonalne osoby, a także przenikają pomiędzy światami cyfrowym i rzeczywistym. To podejście jest widoczne w jej projektach takich jak „Regeneracja przez Technologię”, „Kolekcja Czaszek” czy „Moda Cyborga”.
Uczestnicząc w dyskursie na temat integracji z SI, Karle omawia potencjalne zagrożenia, ale także wskazuje na możliwości dla potencjału.Opowiada się za zachowaniem autonomii i kreatywności w obliczu rosnącej automatyzacji, namawiając ludzi do aktywnego współpracy z SI jako partnerów, a nie pozwalając jej zastąpić ludzkiej pomysłowości.

## Artysta Dyplomata w Polsce
Amy Karle pełniła funkcję artystki w zakresie dyplomacji kulturalnej w Polsce. Jej rola polegała na współpracy z ambasadami USA, zagranicznymi organizacjami kulturalnymi oraz artystami, naukowcami i technologami w celu budowania i wzmacniania więzi, poruszania problemów społecznych i stymulowania nowych koncepcji przyszłości. Szczególny nacisk kładła na wzmacnianie pozycji kobiet w dziedzinach STEAM (nauka, technologia, inżynieria, sztuka i matematyka).
Ten program, prowadzony przez Departament Stanu USA, miał na celu adresowanie problemów społecznych poprzez międzynarodową współpracę artystyczną. W ramach tego programu, w Polsce zaangażowała się w dyplomację kulturalną, była artystką-rezydentką w Centrum Nauki Kopernik, prowadziła warsztaty „Layers of Life”, jednocześnie tworząc indywidualne dzieła artystyczne. Podczas swojego pobytu w Polsce prowadziła także badania w kopalniach Soli Wieliczka i Bochnia, skupiając się na procesach kształtowania życia oraz roli soli w ekosystemach życia. Jej obserwacje i wnioski były widoczne w performansach, rzeźbach oraz prezentacjach w planetarium.

## Nagrody i wyróżnienia

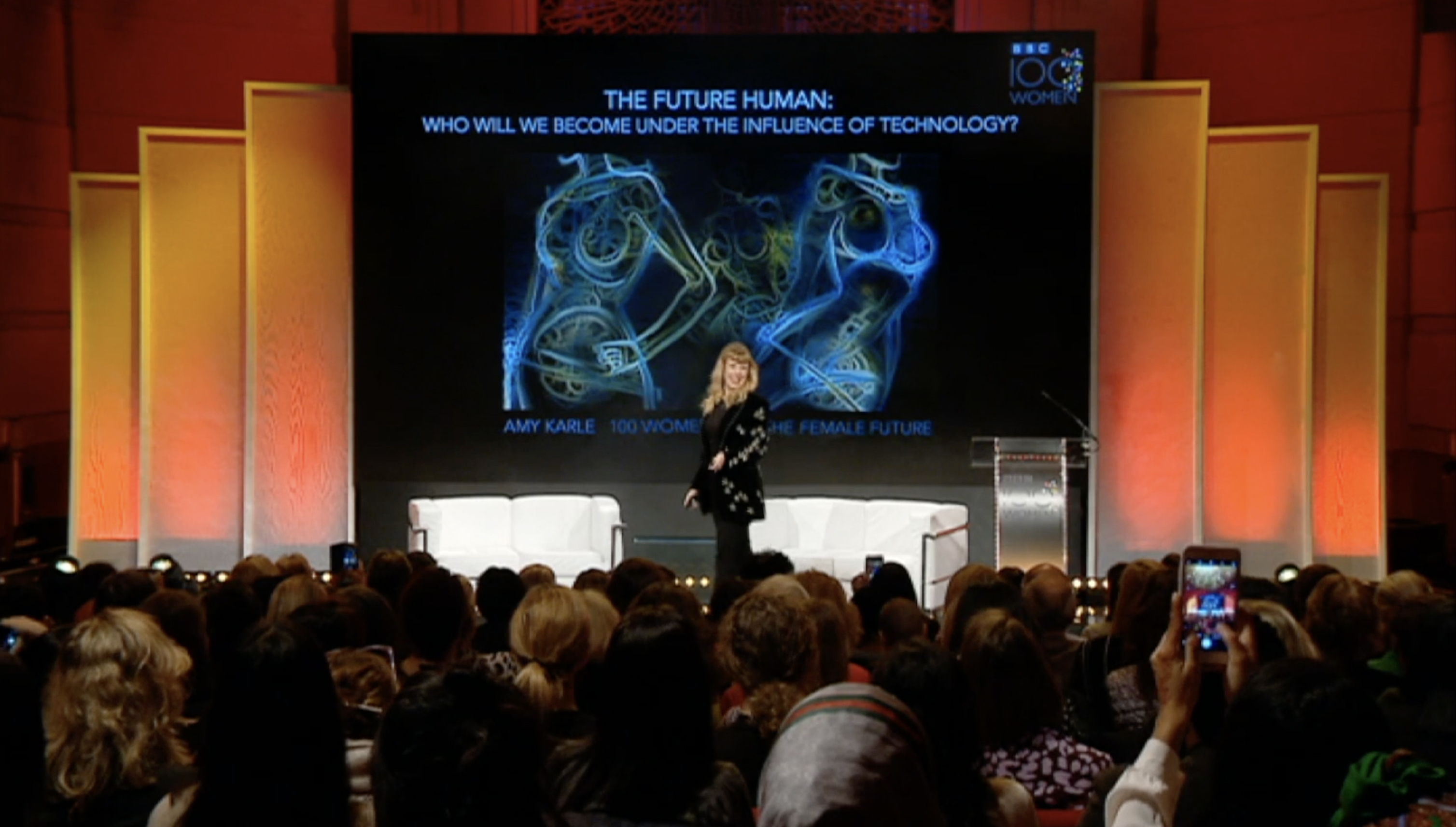
Amy Karle prezentuje w Teatrze BBC w Londynie dla BBC 100 Kobiet.

- miejsce na liście BBC 100 Kobiet (2019)[85]
- Główna nagroda YouFab Global Creative Awards (2017)[86]
- Najbardziej wpływowe kobiety w druku 3D (2017)57[87]
- Jedna z 10 najbardziej inspirujących kobiet na świecie[31]

- Smithsonian Institution Waszyngton, DC USA[88][89][90]

- Centrum Nauki Kopernik (Centrum Nauki Kopernik) Artysta-rezydent Warszawa, Polska[81][82][83][84]

- Artysta-rezydent Autodesk San Francisco, Kalifornia, USA[36][91][92][87]
- Artystka-rezydent w HP Labs w Palo Alto, Kalifornia, USA[93]
- Globalny członek Salzburga[94][95]

- Uczestnik szczytu Future Innovators Think Tank (Austria, 2017)[96][97] i Death-Life (Tokio, 2018)[98]